# Overdose (d'amore)
Overdose (d'amore) è un celebre brano del cantante italiano Zucchero Fornaciari, pubblicato per il mercato internazionale nel 1989 dall'etichetta Polydor, estratto dall'album Oro, incenso e birra.

## Descrizione

### Prima edizione
La copertina del 45 giri riproduce, in scala ridotta, quella dell'album. Il brano, prodotto da Corrado Rustici, è stato scritto interamente dal bluesman reggiano. Alla composizione compare Rufus Thomas, che contribuisce ad attribuirne l'atmosfera gospel. Del brano fu realizzato anche un video musicale diretto da Giacomo De Simone, e girato fra Marinella di Sarzana e Memphis.

### Edizioni successive
Nel 2014 è stato pubblicato Sai zio dei Club Dogo, basato sul campionamento di Overdose (d'amore).
Nel 2024, per festeggiare i trentacinque anni dalla pubblicazione, ha dato il nome all'Overdose d'amore World Tour ed è stata ripubblicata, il 14 giugno in digitale e il 21 giugno in radio, in una nuova versione dance elettronica, con piano campionato da Going Back to My Roots nella versione di Richie Havens e il titolo Overdose d'amore 2024, in duetto con Salmo, e poi inclusa anche in Discover II.

## Tracce

### CD singolo
Overdose (d'amore)
- COD: Polydor 889 884-7

- COD: Polydor 889 772-7

Lato A
1. Overdose (d'amore) – 4:31

Lato B
1. Hey Man – 4:30 (testo: Zucchero, Gino Paoli)

### Download digitale e streaming
Overdose (d'amore)
1. Overdose (d'amore) – 5:21

Overdose d'amore 2024
1. Overdose d'amore 2024 (feat. Salmo) – 2:56

## Classifiche

### Classifiche settimanali
Overdose d'amore 2024
| Classifica (2024) | Posizione massima |
| ----------------- | ----------------- |
| Italia            | 68                |